# Einhell Germany
Die Einhell Germany AG ist ein deutscher Werkzeughersteller mit Sitz in Landau an der Isar. Die Holding des Einhell-Konzerns ist im Prime Standard der Deutschen Börse notiert. Einhell gliedert sich in die zwei Geschäftsfelder Werkzeuge sowie Garten und Freizeit.

## Geschichte
Hans Einhell, Inhaber eines Installationsgeschäftes in Landau an der Isar, bat 1964 seinen Neffen Josef Thannhuber, den Betrieb zu übernehmen. Am 2. Juni 1964 gründete Thannhuber die Hans Einhell GmbH. Zunächst produzierte Einhell in Auftragsfertigung Elektrotechnik, in den folgenden Jahren begann dann die Herstellung von Werkzeugen und Gartengeräten für den Heimbedarf in Eigenregie. Wichtige Produkte waren Batterielade- und Schweißgeräte sowie Gartengrills.
Die erste Tochtergesellschaft war eine 1973 gegründete zusätzliche Produktionsstätte in Spanien, in den folgenden Jahren weitere Tochtergesellschaften in Europa. 1994 entstand ein Produktionsstandort in China, in dem bis heute produziert wird. Gestaltet und entwickelt werden die Produkte im Unternehmenssitz in Deutschland.
Ab Beginn der 1990er Jahre expandierte Einhell durch Gründung weiterer Tochtergesellschaften in die meisten europäischen Nachbarländer. Im Jahre 2008 erfolgte die Umbenennung der Hans Einhell AG in Einhell Germany AG.
Im Jahr 2015 brachte Einhell die Akku-Plattform Power X-Change auf den Markt. Im November 2021 eröffnete Einhell in Landau an der Isar eines der höchsten Hochregallager Deutschlands; bei einem Volumen von 240.000 Kubikmetern können in dem 43 Meter hohen, 142 Meter langen und 39 Meter breiten Hochregallager rund 2,3 Millionen Produkte eingelagert werden.
2024 feiert Einhell sein 60-jähriges Jubiläum.

## Einhell-Gruppe

### Konzernstruktur
Unter der Konzernholding Einhell Germany AG mit Sitz im niederbayerischen Landau an der Isar sind die weltweit aktiven Vertriebsgesellschaften zusammengefasst. Im Jahr 2023 gehörten mittel- und unmittelbar 49 Tochtergesellschaften zur Einhell Germany AG und waren in mehr als 90 Ländern weltweit aktiv.
In Deutschland und Österreich ist seit 1995 die ebenfalls in Landau an der Isar angesiedelte iSC GmbH als 100%iges Tochterunternehmen mit ca. 140 Mitarbeitern für den Service zuständig. International agiert die iSC GmbH als Service-Zentrale der Einhell Group. Über ihre Website können Kunden direkt Ersatzteile erwerben, einen Reparaturservice in Anspruch nehmen und Gebrauchsanweisungen sowie weitere technische Informationen einsehen und herunterladen. Ihr Produktsortiment umfasst inzwischen Teile für mehr als 80 verschiedene Marken im Heimwerker-, Gartengeräte- sowie im Heiz- und Klimasegment.
Seit 2012 gehört auch der Werkzeughersteller kwb tools zum Einhell-Konzern. Als Unternehmen, das unter anderem auch Zubehör für Elektrowerkzeuge und Gartengeräte vertreibt, war der Kauf von kwb eine strategische Entscheidung. Im Juli 2013 wurde durch die Übernahme des Herstellers Ozito, eines Produzenten von Elektrowerkzeugen und Gartengeräten, auch der asiatisch-pazifische Wirtschaftsraum erschlossen.

### Geschäftsführung
Die Geschäftsführung des Einhell-Konzerns hat ein vierköpfiger Vorstand inne. Nach knapp 40 Jahren an der Spitze Einhells leitete der Unternehmensgründer Josef Thannhuber Anfang der 2000er Jahre nach und nach einen Generationenwechsel in der Führungsebene ein. Dazu wurde 2001 Andreas Kroiss, damaliger Geschäftsführer von Einhell Österreich, nach Landau in den Vorstand berufen, wo er für die Division Werkzeuge zuständig war. 2003 folgte dann der nächste Schritt: die Berufung als Vorstandsvorsitzender. Gemeinsam mit Jan Teichert, der (ebenfalls 2003) als ehemaliger Wirtschaftsprüfer und Prokurist mit dem Ressort Finanzen dem Vorstand beitrat, und Markus Thannhuber, der 2007 als promovierter System- und Verfahrenstheoretiker mit dem Vorstandsressort Technik betraut wurde, setzte Andreas Kroiss die Weichen für eine neue Ausrichtung des Einhell-Konzerns. Eine Qualitätsorientierung bildete den Grundstein für einen Umsatzschub, eine Vielzahl an Innovationen und den internationalen Erfolg des Unternehmens heute. Zum 1. Juli 2019 wurde Christoph Urban vom Aufsichtsrat zum Vorstand IT und Digitalisierung bestellt. Urban ist bereits seit 2002 in leitender Funktion im Unternehmen tätig und zuletzt (seit 2014) Geschäftsführer der 100%igen Tochtergesellschaft iSC GmbH.
Der Aufsichtsrat der Einhell Germany AG besteht aus drei Mitgliedern: dem Aufsichtsratsvorsitzenden Manfred Schwaiger (seit 2024) dem von den Aktionären gewählten stellvertretenden Aufsichtsrat der Einhell-Gruppe Philipp Thannhuber (2015) und dem von den Arbeitnehmern gewählten Maximilian Fritz (seit 2009).

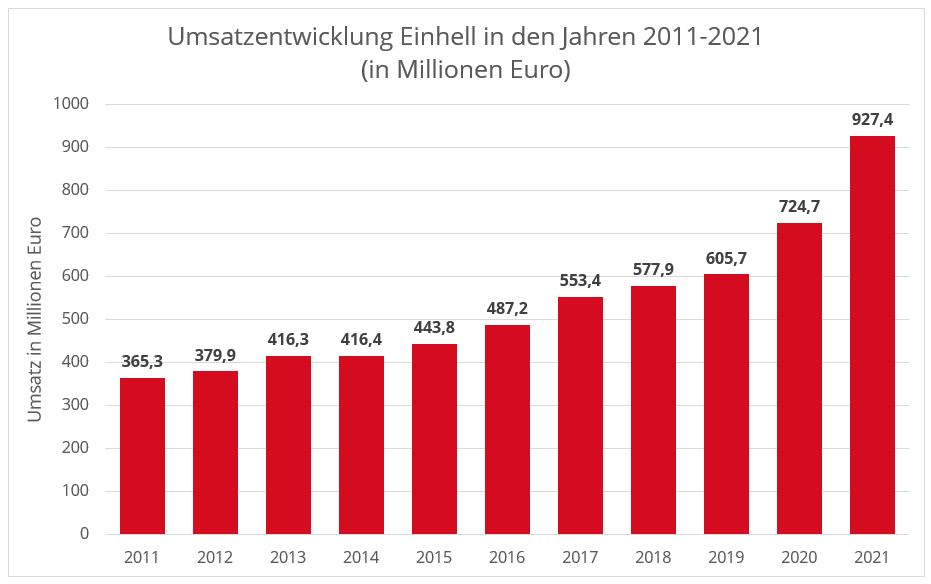
Umsatz von 2011 bis 2021

## Einhell-Aktie
Mitte der 1980er Jahre war aus einem mittelständischen Familienbetrieb ein internationales Unternehmen mit zahlreichen Niederlassungen geworden. 1987 wurde der Konzern darum in der Hans Einhell AG neu geordnet und am 13. Juni 1987 durch die Ausgabe von Vorzugsaktien erstmals an der Frankfurter Börse notiert. 2018 hatte das Unternehmen 3,8 Millionen Aktien, die sich in ca. 2,1 Millionen Stammaktien und 1,7 Millionen Vorzugsaktien aufgliederten. Etwa 90 Prozent der Stammaktien des Unternehmens waren im Besitz der Familie Thannhuber, die restlichen Anteile befanden sich im Streubesitz. Aufgrund der Internationalisierung wurde die Hans Einhell AG 2008 in die Einhell Germany AG umbenannt.

## Kooperationen
Mit dem Start der Bundesliga-Saison 2021/2022 wurde Einhell Gold Partner und Official Home and Garden Expert des deutschen Rekordmeisters FC Bayern München. Seit 1. Januar 2023 ist Einhell zudem Official Tool Expert des Mercedes AMG Petronas F1 Teams und unterstützt das Team in der Formel 1.
Von September 2018 bis August 2021 war Einhell offizieller Partner von BMW i Andretti Motorsport, dem Team von Andretti Autosport in der FIA-Formel-E-Meisterschaft.